# Peter Eisenman
Peter Eisenman (Newark (New Jersey), 11 augustus 1932) is een Amerikaanse architect van wie de stijl binnen het deconstructivisme valt.
Een van zijn meest bekende bouwwerken is het Holocaustmonument in Berlijn.

## Opleiding
Eisenman ging naar de Columbia High School in Maplewood (New Jersey). Tijdens zijn eerste jaren aan Cornell-universiteit kreeg hij interesse in architectuur. Hij gaf zijn plaats in het zwemteam op om zich op de architectuurstudie te storten aan die universiteit. Hij beëindigde zijn studie aan Columbia-universiteit, faculteit Architectuur, Stedenbouw en Restauratie. Hij ontving in 2007 een eredoctoraat van de Syracuse-universiteit, faculteit Architectuur. Thans geeft hij les aan de Yale-universiteit, faculteit Architectuur.

## Loopbaan
Eisenman werd eerst bekend als lid van The New York Five, De Vijf van New York, ook bekend als de Five Whites, de Vijf Witten. Dat waren naast Eisenman, Charles Gwathmey, John Hejduk, Richard Meier en Michael Graves. Het werk van deze architecten werd beschouwd als het bewerken van de ideeën van de Franse architect Le Corbusier. Naast gezamenlijke ideeën en stijl was het ook, en misschien meer, een vriendenkring en waren ze verbonden door een mentorschap van de architect Philip Johnson. Later ontwikkelden de vijf steeds meer hun eigen stijl en ideologie. Eisenman voelde zich meer aangetrokken tot het deconstructivisme.

## Belangrijkste werken

House VI in Cornwall, 1975

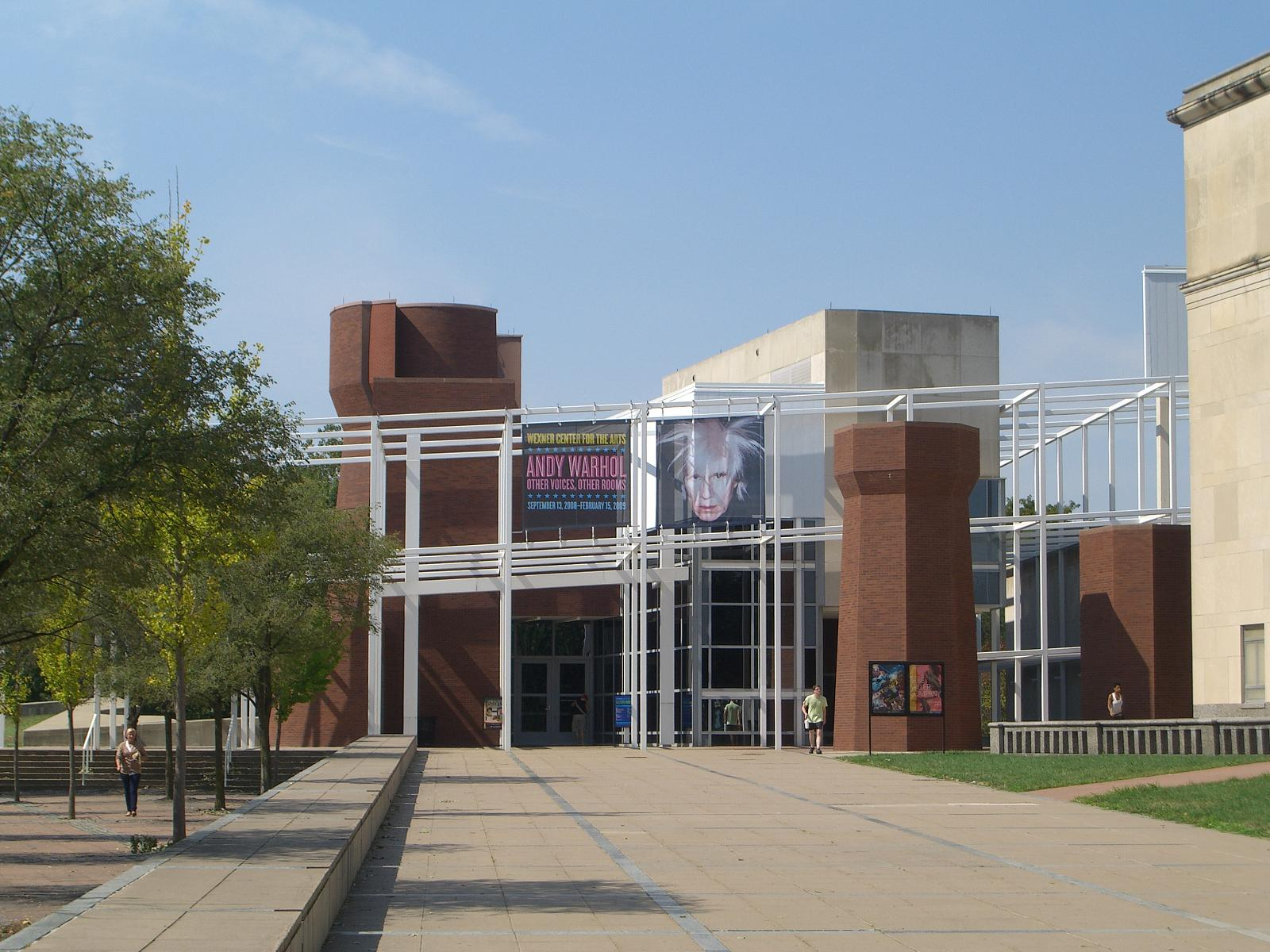
Wexner Center for the Arts, Universiteit van Ohio, Columbus, 1989

- House VI, woonhuis Frank, Cornwall (Connecticut), 1975.
- Woongebouw hoek Friedrichstrasse-Kochstrasse, Berlijn, 1986
- Wexner Center for the Arts, Universiteit van Ohio, Columbus, Ohio, 1989
- Nunotani-gebouw, Edogawa, Tokio, Japan, 1991
- Congresgebouw, Columbus, Ohio, 1993
- Aronoff Center for Design and Art, Universiteit van Cincinnati, Cincinnati, Ohio, 1996
- Cultuurcentrum voor de provincie Galicië, Santiago de Compostela, 1999
- Holocaustmonument, Berlijn, 2005
- Stadion voor de universiteit van Phoenix, Glendale, Arizona, 2006